# Estreito de Endeavour

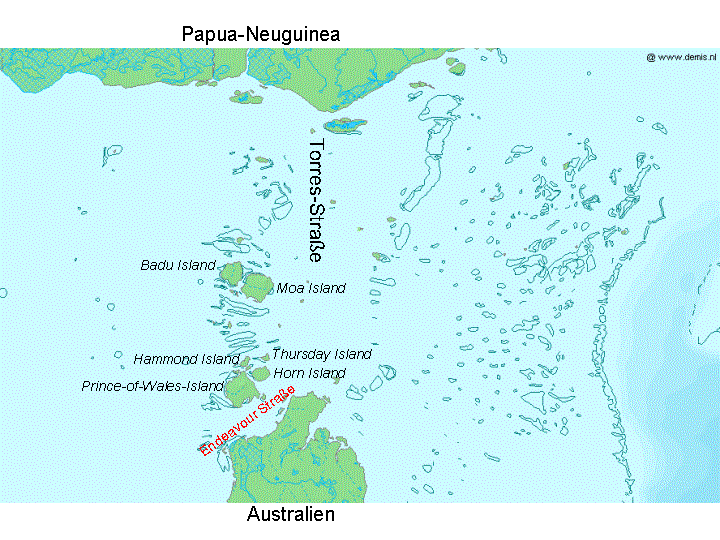
Área do estreito Endeavour, norte da Austrália

O estreito Endeavour é um estreito que divide a Austrália e a Ilha Princípe de Gales, no estremo sul do Estreito de Torres. Recebeu essa denominação em 1770 do explorador James Cook, o qual homenageou sua própria embarcação, The Endeavour, quando atravessava o estreito como passagem para o Oceano Índico. A área é coberta de arrecifes e muito perigosa à navegação. 
Um dos naufrágios mais dramáticos do estreito foi o que ocorreu em 1844 com o veleiro America, que afundou após se chocar com os escolhos de Madjii Reef, deixando como única sobrevivente Barbara Thompson, uma escocesa de 14 anos, que foi encontrada por aborígines locais, com os quais viveria até ser resgatada pelo HMS Rattlesnake em 1849.

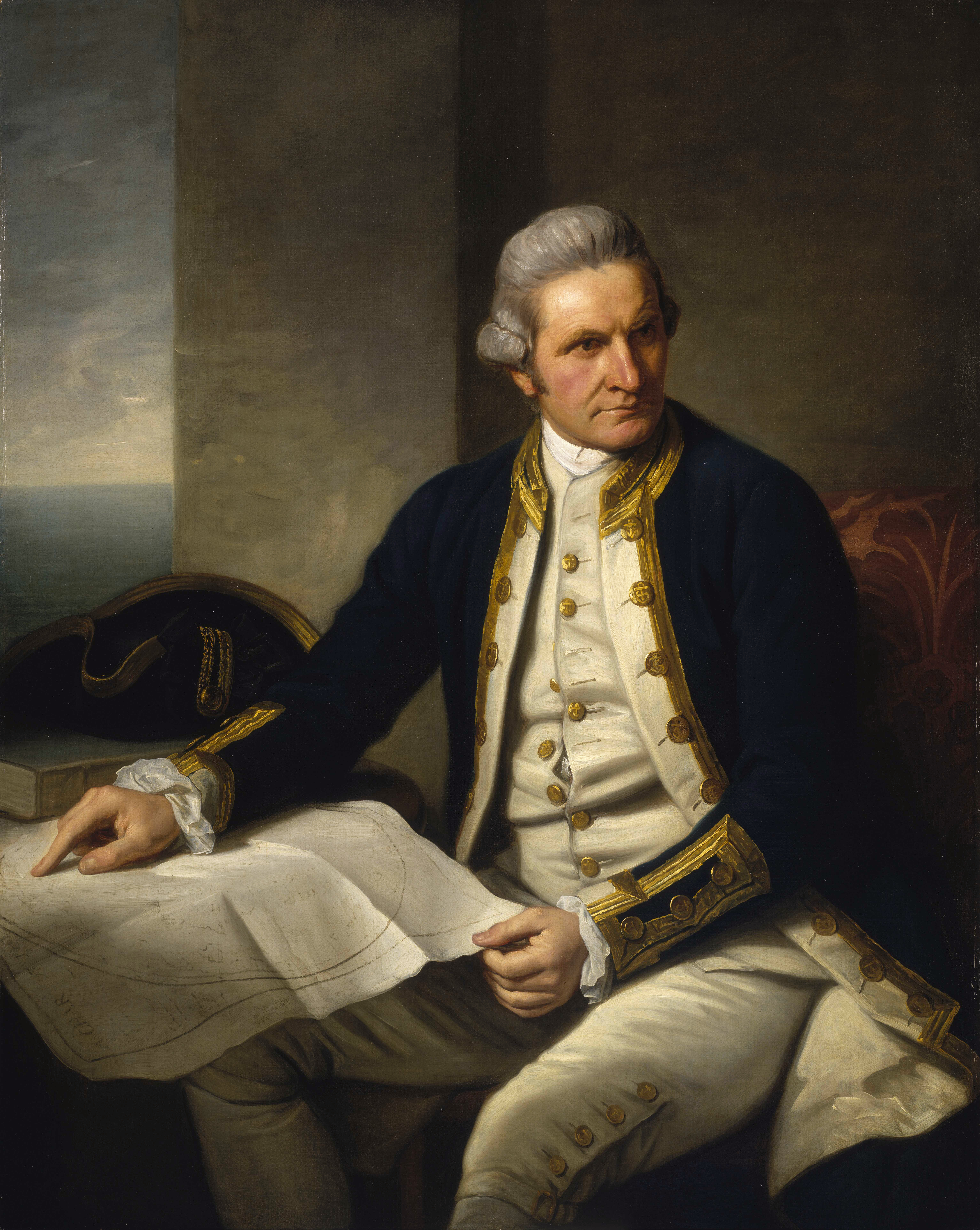
James Cook descobriu o estreito Endeavour em sua viagem de 1770.

Hoje, o estreito é pouco navegado, o que ocorre principalmente por embarcações de pequeno porte, e seu lado ocidental é frequentemente utilizado como um ancoradouro natural para tais embarcações. 
Devido à profundidade média relativamente rasa de seu canal, assim como os perigos que isso pode representar, especialmente em suas extremidades mais ocidentais, tem havido apelos recentes para que o canal do estreito seja aprofundado, embora não haja planos administrativos para que isso ocorra até o momento.